# Silvano Abbà
Silvano Abbà (n. 3 iulie 1911, Rovinj, Istria, Croația – d. 24 august 1942, Izbushensky⁠(d), Q19837464⁠(d), RSFS Rusă, URSS) a fost un militar ce a reprezentat Regatul Italiei (1861-1946), medaliat olimpic. A participat la o ediție a Jocurilor Olimpice (1936) în care a câștigat o medalie de bronz.

## Participări
Lista de mai jos prezintă principalele competiții la care a participat Silvano Abbà de-a lungul carierei.
- Olympische Sommerspiele 1936/Moderner Fünfkampf[*]